# Susie McEntire
Susan Martha "Susie" McEntire-Eaton, tidigare Susie Luchsinger, född 8 november 1957 i Chockie, Oklahoma, USA, är en amerikansk countrysångerska. Hon är lillasyster till Reba McEntire, Alice Foran och Pake McEntire.
1993, efter att ha turnerat med Reba McEntire under 1980-talet, släppte hon sitt första soloalbum, och nådde flera framgångar. med bland annat en 39:e-plats på amerikanska Billboard Top Contemporary Christian Albums . Den 5 november 2011 valdes hon in i Christian Music Hall of Fame. Den 12 december 2009 gifte hon sig med Mark Eaton.

## Diskografi

### Album
| År   | Album                      | US Christian | Skivmärke       |
| ---- | -------------------------- | ------------ | --------------- |
| 1993 | Real Love                  | 39           | Integrity Music |
| 1995 | Come as You Are            |              | REP             |
| 1996 | Inspirational Favorites    |              | K-Tel Records   |
| 1999 | Raised on Faith            |              | New Haven       |
| 2001 | My Gospel Hymnal           |              | New Haven       |
| 2004 | You've Got a Friend        |              | New Haven       |
| 2005 | Count It All Joy           |              | New Haven       |
| 2008 | Let Go                     |              | SLM             |
| 2009 | I'll Be Home For Christmas |              | SLM             |
| 2010 | Passages                   |              | SM              |
| 2012 | Chase the Wind             |              | SM              |

### Singlar
| År   | Titel                                                   | Album           |
| ---- | ------------------------------------------------------- | --------------- |
| 1993 | "I Don't Love You Like I Used To" (med Paul Overstreet) | Real Love       |
| 1994 | "For Pete's Sake"                                       | Real Love       |
| 1995 | "Love Will Carry the Load"                              | Come as You Are |

### Fotnoter
1. 1 2  Allmusic
2. ↑  Allmusic